# Corectopia
Per corectopìa, in campo medico-oculistico, si intende un'anormale posizione della pupilla, una posizione eccentrica del foro pupillare.

## Eziologia
Può essere causata da complicanze operatorie o da iriti, oppure essere congenita.